# Валрам IV фон Бредероде
Валрам IV (Валрав) фон Бредероде (на немски: Walram IV von Brederode; на нидерландски: Walraven IV van Brederode; * 1596 или 1597, Вианен, провинция Утрехт; † 19 януари 1620) е господар на Бредероде, Вианен, Амайде и Ноорделоос в Холандия.

## Произход
Той е син на Флорис фон Бредероде († 1599), господар на Клоетинге, и съпругата му Теодора фон Хаефтен († 1630), дъщеря на Йохан ван Хаефтен († ок. 1577) и Анна фон Шпанген († 1584). Брат е на Йохан Волфарт ван Бредороде (* 12 юли 1599; † 3 септември 1655).

## Фамилия
Валрам IV фон Бредероде се жени на 12 март 1616 г. за Маргарета Мария фон Даун (* 1597; † сл. 1620), дъщеря на граф Вирих VI фон Даун-Фалкенщайн († 1598) и Анна Маргарета фон Мандершайд-Геролщайн († 1606). Бракът е бездетен.